# Jewpacabra
«Jewpacabra» (en Hispanomérica y en España: «Jupacabra») es el cuarto episodio de la decimosexta temporada de la serie animada de Comedy Central/Dibujo Animado de South Park, y es el capítulo N° 227 en general, estrenado en Estados Unidos el 4 de abril de 2012 por la cadena estadounidense Comedy Central. En este capítulo, la gran cacería de huevos de Pascua de South Park está en peligro cuando hay rumores de una peligrosa bestia acechando en los bosques cercanos.  
Cartman intenta alertar a todos que sus vidas están en peligro si participan en la cacería de huevos de Pascua. Nadie le cree hasta que él produce un video con evidencia del misterioso ser.
El capítulo fue escrito por el cocreador de la serie Trey Parker y fue clasificado como TV-MA (L) en los Estados Unidos.

## Historia y trama
Cuando Kyle encuentra a su madre enseñando a Cartman sobre el Pésaj le resulta sospechoso el interés de Cartman en la cultura judía. Cartman habla a Kyle y sus demás compañeros de clase de una criatura chupa-sangre que se alimenta de niños llamada el “Jewpacabra”, y cita reportes de incidentes que él supone son el resultado de la criatura. Kyle critica esta idea, dice que no existe tal criatura y acusa a Cartman de esparcir mentiras. Cartman no detiene sus esfuerzos, toma a Butters con él para cazar al Jewpacabra y muestra la cinta de video  a los ejecutivos de Sooper Foods  en un intento de convencerlos de cancelar su cacería de huevos de Pascua.
Los ejecutivos muestran la cinta a un equipo de expertos del Bigfoot Field Researchers Organization (BFRO), quienes confirman que es evidencia de un Jewpacabra actual y dicen a Cartman que la criatura vendrá tras él porque puso al descubierto su existencia. Esto asusta a Cartman y lo hace esconderse en una iglesia con Token, Craig y Butters a quienes paga $20 por protegerlo. Sin embargo Cartman es secuestrado por los ejecutivos de Sooper Foods, quienes le ponen un traje de conejo de Pascua y lo encadenan a un bloque de cemento en un campo para sacrificarlo al Jewpacabra, lo que según ellos hará posible la cacería de huevos de Pascua. 
Cuando Kyle aparece ante Cartman, este le pide que lo ayude a escapar, pero Kyle le dice que solo lo hará si Cartman admite que mintió sobre el Jewpacabra, la incapacidad de Cartman para ser honesto sobre qué causó su difícil situación provoca que Kyle lo abandone. Entonces los de BFRO  ven a Cartman y piensan que él es un hombre-conejo real, le disparan con un tranquilizador y esperan hacer un programa de Animal Planet documentando su captura, pero en vez de tomar a Cartman como evidencia toman el arma con la que le dispararon.
Cartman experimenta un sueño inducido por el tranquilizante sobre la plagas de Egipto, en el cual él es el hijo del faraón, y finalmente muere por la décima plaga. Entretanto, Kyle cambian de parecer y libera a Cartman del bloque de cemento, lo lleva a su casa y lo pone sobre su cama. Cuando Cartman despierta sin saber cómo llegó a su casa experimenta una Epifanía religiosa y anuncia a todo el mundo en la cacería de huevos de Pascua que se ha convertido al judaísmo. Cuando Cartman dice a todos que deberían convertirse también reconociendo a Jehová como su único Dios verdadero y negando a Cristo, los cristianos reunidos etiquetan a Cartman como un pagano y regresan al juego. Cartman se disculpa con Kyle, diciéndole que ahora sabe cómo se siente recibir la burla de los demás por ser judío, luego cada uno le desea al otro felices Pésaj. 
El capítulo termina con una toma de la Estrella de David brillando en el centro del sol.

## Reacción de la crítica
Jacob Kleinman de la International Business Times dijo que el capítulo fue generalmente “sólido” pero no tan gracioso como el de la semana anterior. Kleinman seleccionó la secuencia del antiguo Egipto como su favorita, además pensó que la manera en que la historia del Jewpacabra de Cartman le acarreó consecuencias fue “muy divertida, histórica y extremadamente impactante”.